# Prescote
Prescote is een civil parish in het bestuurlijke gebied Cherwell, in het Engelse graafschap Oxfordshire met 16 inwoners.